# Hélder Costa
Hélder Wander Sousa Azevedo Costa (Luanda, 12 januari 1994) - alias Hélder Costa - is een Portugees voetballer van Angolese afkomst die doorgaans als linksbuiten speelt. Hij tekende in januari 2017 een contract tot medio 2021 bij Wolverhampton Wanderers, dat hem in het voorgaande halfjaar al huurde van Benfica.

## Clubcarrière
Hélder Costa werd in 2004 opgenomen in geboren in de jeugdopleiding van Benfica. Hij debuteerde op 1 augustus 2012 voor Benfica B in de Segunda Liga tegen SC Braga. In zijn eerste seizoen kwam hij tot twaalf optredens in competitieverband.

## Interlandcarrière
Hélder Costa kwam uit voor meerdere Portugese nationale jeugdselecties. Hij nam met Portugal –19 deel aan het EK –19 van 2013 in Litouwen.

## Erelijst
| Taça da Liga | 1x | 2013/14 |

1 Meslier ·
2 Bogle ·
3 Firpo ·
4 Ampadu  ·
5 Struijk ·
6 Rodon ·
7 James ·
8 Rothwell ·
9 Bamford ·
10 Piroe ·
11 Aaronson ·
14 Solomon ·
17 Ramazani ·
19 Joseph ·
21 Cairns ·
22 Tanaka ·
23 Guilavogui ·
25 Byram ·
26 Darlow ·
29 Gnonto ·
30 Gelhardt ·
33 Schmidt ·
37 Debayo ·
39 Wöber ·
42 Chambers ·
44 Groejev ·
50 Crew ·
Coach: Farke